# Synedoida fumosa
Synedoida fumosa là một loài bướm đêm trong họ Erebidae.